# معركة تلد
معركة تلد، من المعارك التاريخية الواقعة في التاريخ السعودي بين القوات السعودية والأشراف.

## سبب المعركة
عندما أحتل الملك عبدالله بن الحسين تربة بجيشٍ قوامه سبعة الآف، نهب البلدة، وأمر بقتل بعض مشائخها، وأثنين من التجار النجديين، وصادر أموالهم، وأصبح يُهدد رؤوساء النواحي بالأنقياد له، وإلا سيفعل بهم مثل ما فعل بأهل تربة؛ فلما وصل الأمر للملك عبد العزيز أل سعود أرسل لهُ مندوباً يطلب منه تسوية الأمر وعدم سفك المزيد من الدماء، فلم يستجب لذلك.

## سير المعركة
تحركت القوات السعودية بعد صلاة المغرب من اليوم الرابع والعشرين من شهر شعبان سنة 1337هـ/24 /5 /1919م بجيشٍ قوامه ألفا وخمسمائة مقاتل، والتحم الطرفان بالقتال، وفر عبد الله بن الحسين ومعهُ بضعة رجال، وغنم رجال الملك عبد العزيز المعدات والذخائر والمؤن التي جلبها الحسين من المدينة.

## نتيجة المعركة
كانت هذه المعركة سبباً في وقوع معركة أخرى، وبداية لقاء آخر مع الحسين بن علي هي «معركة تربة».

## انظر ايضاً
- معركة تربة
- معركة السبلة
- معركة أم العصافير